# Antoni Fàbregues i Caneny
Antoni Fàbregues i Caneny, de vegades Antonio Fàbregas Caneny i Soñer (Barcelona, segle XIX - segle XIX) fou un prevere, bibliotecari i professor català.
Llicenciat en Jurisprudència i en ciències físico-matematiques, Antoni Fàbregues, resident al Carrer d'Elisabets de Barcelona, fou un prevere, bibliotecari de la Biblioteca Episcopal, catedràtic del Seminari Conciliar de Barcelona, i professor de Física experimental i elements de Química d'aquest seminari. També exercí de censor eclesiàstic de publicacions.